# Swedish Open 2013
Swedish Open 2013 byl společný tenisový turnaj mužského okruhu ATP World Tour a ženského okruhu WTA Tour, hraný na otevřených antukových dvorcích s centrálním kurtem Båstad Tennis Stadium pro pět tisíc diváků. Konal se mezi 6. až 21. červencem 2013 ve švédském Båstadu jako 66. ročník mužského a 5. ročník ženského turnaje.
Mužská polovina, hraná pod jménem SkiStar Swedish Open 2013, se řadila do kategorie ATP World Tour 250 a její dotace činila 491 370 eur. Ženská část, nazvaná Collector Swedish Open 2013, měla rozpočet 235 000 dolarů a byla součástí kategorie WTA International Tournaments.

## Dvouhra mužů

### Nasazení
| Stát      | Hráč              | ATP1) | Nasazení |
| --------- | ----------------- | ----- | -------- |
| Česko     | Tomáš Berdych     | 6.    | 1.       |
| Španělsko | Nicolás Almagro   | 16.   | 2.       |
| Argentina | Juan Mónaco       | 20.   | 3.       |
| Španělsko | Tommy Robredo     | 29.   | 4.       |
| Bulharsko | Grigor Dimitrov   | 31.   | 5.       |
| Srbsko    | Viktor Troicki    | 44.   | 6.       |
| Argentina | Horacio Zeballos  | 52.   | 7.       |
| Španělsko | Fernando Verdasco | 54.   | 8.       |

- 1) Žebříček ATP ke 24. červnu 2013.[1]

### Jiné formy účasti
Následující hráčí obdrželi divokou kartu do hlavní soutěže:
- Markus Eriksson
- Andreas Vinciguerra
- Elias Ymer

Následující hráči postoupili z kvalifikace:
- Henri Laaksonen
- Julian Reister
- Diego Sebastián Schwartzman
- Antonio Veić
  -  Marius Copil – jako šťastný poražený

### Odhlášení
před zahájením turnaje
- Simone Bolelli
- Rogério Dutra da Silva
- David Ferrer
- Jerzy Janowicz
- Paolo Lorenzi
- Guido Pella

## Mužská čtyřhra

### Nasazení
| Stát      | Hráč              | Stát         | Hráč              | ATP1 | Nasazení |
| --------- | ----------------- | ------------ | ----------------- | ---- | -------- |
| Švédsko   | Robert Lindstedt  | Kanada       | Daniel Nestor     | 27.  | 1.       |
| Španělsko | David Marrero     | Španělsko    | Fernando Verdasco | 36.  | 2.       |
| Itálie    | Daniele Bracciali | Česko        | František Čermák  | 77.  | 3.       |
| Švédsko   | Johan Brunström   | Jižní Afrika | Raven Klaasen     | 109. | 4.       |

- 1 Žebříček ATP ke 24. červnu 2013; číslo je součtem žebříčkového postavení obou členů páru.

### Jiné formy účasti
Následující páry obdržely divokou kartu do hlavní soutěže:
- Isak Arvidsson /  Micke Kontinen
- Grigor Dimitrov /  Mikael Tillström

Následující pár nastoupil do hlavní soutěže z pozice náhradníka:
- Thiemo de Bakker /  Rameez Junaid

### Odhlášení
před zahájením turnaje
- Paolo Lorenzi

## Ženská dvouhra

### Nasazení
| Stát          | Hráčka                      | WTA1) | Nasazení |
| ------------- | --------------------------- | ----- | -------- |
| Spojené státy | Serena Williamsová          | 1.    | 1.       |
| Rumunsko      | Simona Halepová             | 30.   | 2.       |
| Česko         | Klára Zakopalová            | 42.   | 3.       |
| Bulharsko     | Cvetana Pironkovová         | 57.   | 4.       |
| Španělsko     | Lourdes Domínguezová Linová | 58.   | 5.       |
| Ukrajina      | Lesja Curenková             | 61.   | 6.       |
| Španělsko     | Sílvia Solerová Espinosová  | 75.   | 7.       |
| Švédsko       | Johanna Larssonová          | 77.   | 8.       |

- 1) Žebříček WTA k 8. červenci 2013.

### Jiné formy účasti
Následující hráčky obdržely divokou kartu do hlavní soutěže:
- Belinda Bencicová
- Ellen Allgurinová
- Rebecca Petersonová

Následující hráčky postoupily z kvalifikace:
- Andrea Gámizová
- Anastasia Grymalská
- Richèl Hogenkampová
- Lesley Kerkhoveová

### Odhlášení
před zahájením turnaje
- Alexa Glatchová
- Kaia Kanepiová
- Magdaléna Rybáriková
- Jaroslava Švedovová
- Venus Williamsová

## Ženská čtyřhra

### Nasazení
| Stát      | Hráčka                      | Stát      | Hráčka                     | WTA1 | Nasazení |
| --------- | --------------------------- | --------- | -------------------------- | ---- | -------- |
| Španělsko | Anabel Medina Garriguesová  | Česko     | Klára Zakopalová           | 122. | 1.       |
| Španělsko | Arantxa Parraová Santonjová | Španělsko | Sílvia Solerová Espinosová | 123. | 2.       |
| Rusko     | Alla Kudrjavcevová          | Ukrajina  | Olga Savčuková             | 162. | 3.       |
| Ukrajina  | Iryna Burjačoková           | Gruzie    | Anna Tatišviliová          | 207. | 4.       |

- 1 Žebříček WTA k 8. červenci 2013; číslo je součtem žebříčkového postavení obou členek páru.

### Jiné formy účasti
Následující páry obdržely divokou kartu do hlavní soutěže:
- Ellen Allgurinová /  Rebecca Petersonová
- Jacqueline Cabajová Awadová /  Cornelia Listerová

## Přehled finále

### Mužská dvouhra
- Carlos Berlocq vs.  Fernando Verdasco, 7–5, 6–1

Třicetiletý Carlos Berlocq získal premiérový titul na okruhu ATP Tour ve dvouhře.

### Ženská dvouhra
- Serena Williamsová vs.  Johanna Larssonová, 6–4, 6–1

Serena Williamsová vyhrála šestý sezónní a padesátý třetí kariérní titul ve dvouhře.

### Mužská čtyřhra
- Nicholas Monroe /  Simon Stadler vs.  Carlos Berlocq /  Albert Ramos, 6–2, 3–6, [10–3]

### Ženská čtyřhra
- Anabel Medinaová Garriguesová /  Klára Zakopalová vs.  Alexandra Dulgheruová /  Flavia Pennettaová, 6–1, 6–4